# Le Menuet lilliputien
Le Menuet lilliputien és un curtmetratge mut francès de 1905 dirigida per Georges Méliès. La pel·lícula, de la qual només se'n conserven fragments de 50 segons, presentava a Méliès com a mag fent que figures de cartes cobren vida en miniatura.

## Trama
Un mag transforma una estàtua de marbre en una dona viva, que actua com a assistent. Ella posa un paquet de cartes de joc en una caixa de vidre; quatre cartes (el rei de piques, la reina dels cors, la reina de les maces i el rei dels diamants) surten del paquet a les mans del mag. Quan el mag posa les quatre cartes en una plataforma, els reis i les reines que hi apareixen cobren vida com a persones diminutes i ballen un minuet. A continuació, els reis i les reines tornen als seus llocs a les cartes. El mag agafa les cartes i les fa desaparèixer, i ell i el seu assistent prenen un arc.

## Producció
Méliès és el mag de la pel·lícula, que reutilitza attrezzo i vestuari de Les Cartes vivantes, una pel·lícula que havia fet a principis d'any. Al seu torn, va reutilitzar l'efecte de la superposició de persones de diferents mides en una pel·lícula estrenada l'any següent, Les Affiches en goguette. Els efectes especials es van crear mitjançant escamoteigs i exposició múltiple.

## Llançament i supervivència
Le Menuet lilliputien va ser venut per la Star Film Company de Méliès i està numerat del 690 al 692 als seus catàlegs. S'ha conservat una impressió de la pel·lícula a la Filmoteca Espanyola de Madrid, amb un exemplar en poder de la família Méliès; la impressió conté gran part de l'acció, però li falta el final i una part de la transformació de l'estàtua. Un fragment restaurat pel conservador de pel·lícules David Shepard, i publicat en vídeo casolà el 2008, conté només l'acció des del ball de les cartes fins al final. La pel·lícula en la seva forma completa es suposa perduda.